# Elisabeta Lipă
Elisabeta Lipă, nata Oleniuc (Siret, 20 ottobre 1964), è una canottiera rumena.
Vanta sei partecipazioni ai Giochi olimpici e otto medaglie conquistate nel Canottaggio.
È membro della camera dei deputati della Romania dal 20 dicembre 2024 e vicepresidente del Partito Social Democratico con competenza sullo sport dal 24 agosto 2024.

## Partecipazioni olimpiche
1. Los Angeles 1984
2. Seul 1988
3. Barcellona 1992
4. Atlanta 1996
5. Sydney 2000
6. Atene 2004

## Palmarès
- Oro a Los Angeles 1984
- Oro a Barcellona 1992
- Oro a Atlanta 1996
- Oro a Sydney 2000
- Oro a Atene 2004
- Argento a Seul 1988
- Argento a Barcellona 1992
- Bronzo a Seul 1988

Nel 2008 riceve la Medaglia Thomas Keller.